# Campo de fuzilamento de Kommunarka

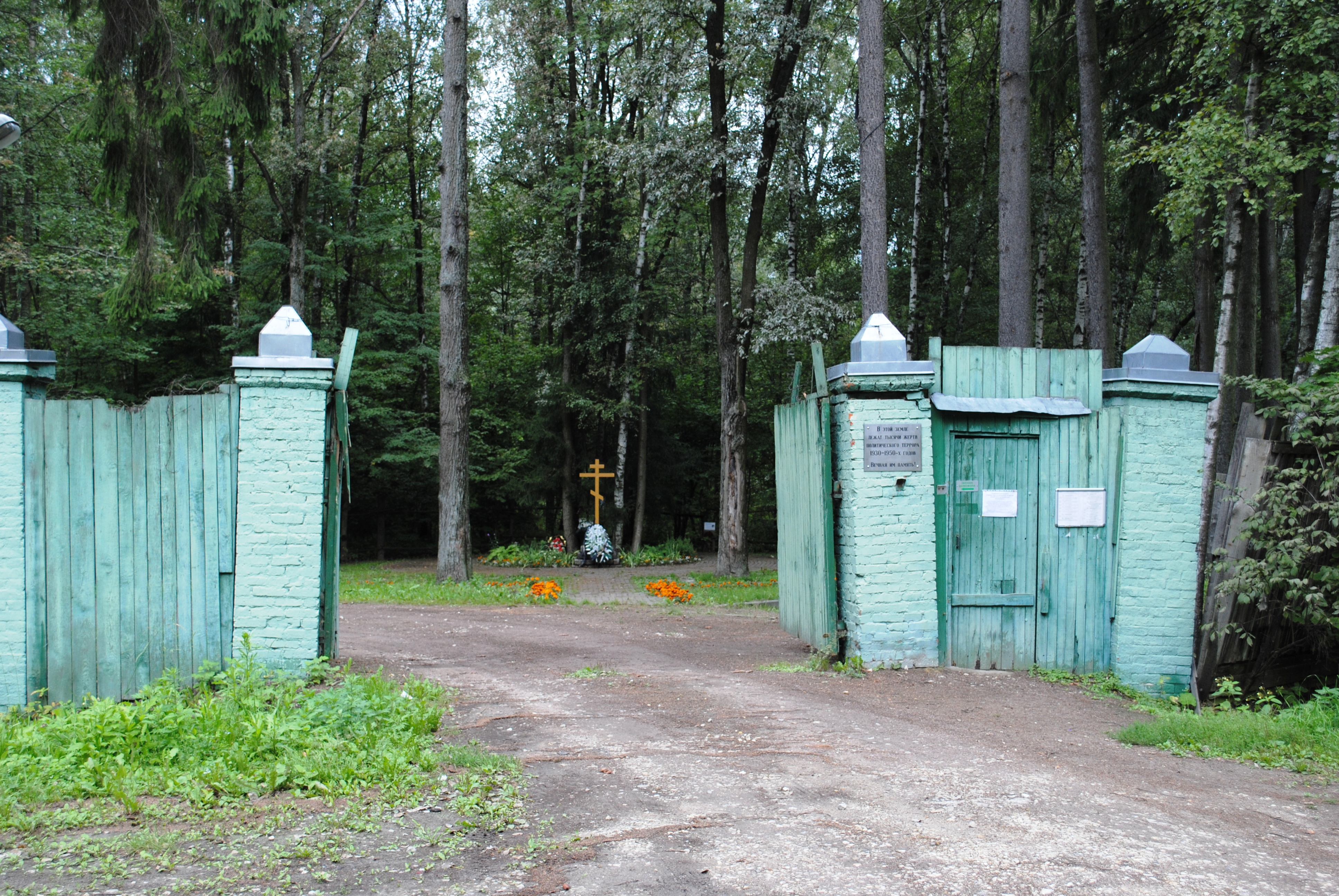
Porta do campo de fuzilamento

O campo de fuzilamento de Kommunarka (em russo:  Расстрельный полигон «Коммунарка») foi um lugar de fuzilamentos em massa executados pela polícia política soviética NKVD entre 1937 e 1941, situado no distrito administrativo de Novomoskovski, a sudoeste do centro de Moscovo. Na atualidade é um cemitério ortodoxo. Segundo o Serviço Federal de Segurança da Rússia, cerca de dez mil pessoas foram assassinadas e enterradas neste local.

## Vítimas célebres
- Yakov Agranov
- Tobias Akselrod
- Yakov Alksnis
- Anandyn Amar
- Vasily Anisimoff
- Nikolay Antipov
- Vladimir Antonov-Ovseyenko
- Juris Aploks
- Ernest Appoga
- Artur Artuzov
- Ölziin Badrakh
- Žanis Bahs
- Mikhail Batorsky
- Alexander Bekzadyan
- Abram Belenky
- Alexander Beloborodov
- Boris Berman
- Matvei Berman
- Eduard Berzin
- Reingold Berzin
- Yan Karlovich Berzin[2]
- Anastasia Bitsenko
- Waclaw Bogucki
- Mykhailo Bondarenko
- Mieczysław Broński
- Pyotr Bryanskikh
- Andrei Bubnov
- Nikolai Bukharin[3]
- Pavel Bulanov
- Dadash Bunyadzade
- Hayk Bzhishkyan
- Hugo Celmiņš
- Mikhail Chernov
- Sergey Chernykh
- Jūlijs Daniševskis
- Yakov Davydov
- Terenty Deribas
- Dansranbilegiin Dogsom
- Pavel Dybenko
- Robert Eikhe
- Ivan Fedko
- Peter Maximovich Feldman
- Filip Filipović
- Rashid Khan Gaplanov
- Ilya Garkavyi
- Aleksei Gastev
- Anatoliy Gekker
- Nikolai Gikalo
- Vladimir Gittis
- Vasily Glagolev
- Konstantin Grigorovich
- Edvard Gylling
- Hryhoriy Hrynko
- Akmal Ikramov
- Chingiz Ildyrym
- Uraz Isayev
- Vladimir Ivanov
- Bruno Jasieński
- Semyon Kamenev
- Grigory Kaminsky
- Georgii Karpechenko
- Innokenty Khalepsky
- Fayzulla Khodzhayev
- Vasiliy Khripin
- Grigory Kireyev
- Vladimir Kirshon
- Vladimir Klimovskikh
- Nikolai Klestov
- Vilhelm Knorin
- Lazar Kogan
- Nikolai Kondratiev
- August Kork
- Ivan Kosogov
- Yepifan Kovtyukh
- Nikolay Krestinsky
- Nikolai Krylenko
- Pyotr Kryuchkov
- Béla Kun
- Vladimir Lazarevich
- Eduard Lepin
- Izrail Leplevsky
- Mikhail Levandovsky
- Lev Levin
- Ivan Lorents
- Darizavyn Losol[4]
- Dorjjavyn Luvsansharav
- Maksim Mager
- Theodore Maly
- Mykola Marchak
- Joseph Meerzon
- Shmarya Medalia
- Stanislav Messing
- Romuald Muklevich
- Georgii Nadson
- Jamshid Nakhchivanski
- Stepan Oborin
- Valerian Osinsky
- Eduard Pantserzhanskiy
- Karl Pauker
- Dmitry Pavlov
- Jēkabs Peterss
- Osip Piatnitsky
- Boris Pilnyak
- Yevgeny Polivanov
- Yakov Popok
- Bronislava Poskrebysheva
- Nikolay Rattel
- Arkady Rosengolts
- Kustaa Rovio
- Jānis Rudzutaks
- Alexei Rykov
- Turar Ryskulov
- Andrei Sazontov
- Vasily Schmidt
- Alexander Sedyakin
- Alexander Serebrovsky
- Suren Shadunts
- Vasily Sharangovich
- Zolbingiin Shijee
- Boris Shumyatsky
- Jan Spielrein
- Sergey Spigelglas
- Mikhail Svetšnikov
- Pavel Sytin
- Alexander Svechin
- Branislaw Tarashkyevich
- Alexander Tarasov-Rodionov
- Mikhail Trilisser
- Jozef Unszlicht
- Semyon Uritsky
- Aleksandr Uspensky
- Leonid Ustrugov
- Jukums Vācietis
- Yakov Yakovlev
- Yefim Yevdokimov
- Konstantin Yurenev
- Leonid Zakovsky
- Isaak Zelensky
- Nikolai Zhilyayev
- Prokopy Zubarev